# Juan Sebastián Pedroza
Juan Sebastián Pedroza (ur. 8 kwietnia 1999 w Melgarze) – kolumbijski piłkarz występujący na pozycji defensywnego pomocnika, od 2023 roku zawodnik saudyjskiego Al-Okhdood.